# 10 Things I Hate About You (televisieserie)
10 Things I Hate About You is een Amerikaanse tienergeoriënteerde sitcom uit 2009. De serie is gebaseerd op de gelijknamige tienerfilm en gaat over twee verschillende tienerzussen en hun belevenissen op de middelbare school.

## Cast

### Hoofdrollen
| Personage            | Acteur               | Beschrijving |
| -------------------- | -------------------- | --- |
| Kat Stratford        | Lindsey Shaw         | Een uitgesproken en agressieve tiener die constant in opstand komt tegen schoolregels die naar haar mening onredelijk zijn. Hoewel ze niet geliefd is bij de meeste scholieren, wekt ze de aandacht van Patrick Verona. |
| Bianca Stratford     | Meaghan Jette Martin | Kats jongere zus die dolgraag een populaire cheerleader wil worden. In tegenstelling tot haar zus gaat ze graag uit en is ze dol op jongens.                                                                            |
| Dr. Walter Stratford | Larry Miller         | Kat en Bianca's vader en weduwnaar. Hij wordt getypeerd als de overbezorgde vader en legt zijn dochters daarom strenge regels op.                                                                                       |
| Patrick Verona       | Ethan Peck           | Een tienerrebel en een stoere en mysterieuze buitenbeen. Hij loopt constant op tegen Kat. Hoewel ze elkaar aanvankelijk niet mogen, groeien ze al snel naar elkaar toe.                                                 |
| Cameron James        | Nicholas Braun       | Een verlegen jongen die op school niet met veel mensen overweg kan. Hij is stiekem verliefd op Bianca, maar zij ziet hem meer als een broer dan als een vriend.                                                         |
| Chastity Church      | Dana Davis           | De dochter van de schooldirecteur. Niet alleen is ze de hoofdcheerleader, maar ook is ze het meest populaire en machtige meisje van de school. Ze is zeer verwaand en manipulatief.                                     |

### Bijrollen
| Personage          | Acteur        | Beschrijving |
| ------------------ | ------------- | --- |
| Michael Bernstein  | Kyle Kaplan   | De beste vriend van Cameron, die dol is op meisjes, maar weinig succes bij ze heeft.                                                                      |
| Joey Donner        | Chris Zylka   | Het vriendje van Chastity en een aspirerend model. Hij wordt getypeerd als een niet al te slimme, doch populaire jongeman.                                |
| Mandella           | Jolene Purdy  | De zwaarlijvige beste vriendin van Kat. Ze is, net zoals Kat, een buitenbeentje en komt vaak erg intimiderend over, al heeft ze eigenlijk een klein hart. |
| Dawn               | Ally Maki     | Een cheerleader en aanvankelijk een van de vriendinnen van Chastity. Later groeit ze uit tot een goede vriendin van Bianca.                               |
| Directrice Holland | Suzy Nakamura | Een vaak gestreste directrice die zich constant ergert aan het tegenwerkende gedrag van Kat.                                                              |